# Jorthy Mokio
Jorthy Mokio (Gand, 29 febbraio 2008) è un calciatore belga, difensore o centrocampista dell'Ajax.

## Carriera

### Club
È cresciuto nel settore giovanile del Gent ed ha debuttato con la squadra riserve il 13 marzo 2024 nell'incontro di terza divisione pareggiato 1-1 contro la seconda squadra del Charleroi. Sedici giorni dopo ha esordito anche con la prima squadra nella partita di Pro League vinta 5-1 contro lo Standard Liegi.
Il 24 giugno seguente è stato ceduto a titolo definitivo all'Ajax che lo ha assegnato alla propria seconda squadra. Il 13 febbraio ha segnato il primo gol con i lancieri nell'incontro valevole per gli spareggi di UEFA Europa League vinto 2-0 contro l'Union Saint-Gilloise.

### Nazionale
Dopo avere giocato nella nazionale giovanile belga Under-15, Under-16, Under-17 ed Under-21, il 14 marzo 2025 viene convocato per la prima volta in nazionale maggiore. Esordisce con la massima selezione belga sei giorni dopo nella sconfitta per 3-1 in Nations League contro l'Ucraina.

## Statistiche

### Presenze e reti nei club
Statistiche aggiornate al 9 marzo 2025.
| Stagione        | Squadra         | Campionato      | Campionato | Campionato | Coppe nazionali | Coppe nazionali | Coppe nazionali | Coppe continentali | Coppe continentali | Coppe continentali | Altre coppe | Altre coppe | Altre coppe | Totale | Totale | Totale |
| Stagione        | Squadra         | Comp            | Pres       | Reti       | Comp            | Pres            | Reti            | Comp               | Pres               | Reti               | Comp        | Pres        | Reti        | Pres   | Reti   |        |
| --------------- | --------------- | --------------- | ---------- | ---------- | --------------- | --------------- | --------------- | ------------------ | ------------------ | ------------------ | ----------- | ----------- | ----------- | ------ | ------ | ------ |
| 2023-2024       | Jong Gent       | D3              | 1          | 0          | -               | -               | -               | -                  | -                  | -                  | -           | -           | -           | 1      | 0      |        |
| 2023-2024       | Gent            | D1              | 4          | 0          | CB              | 0               | 0               | -                  | -                  | -                  | -           | -           | -           | 4      | 0      |        |
| 2024-2025       | Jong Ajax       | 1D              | 17         | 2          | -               | -               | -               | -                  | -                  | -                  | -           | -           | -           | 17     | 2      |        |
| 2024-2025       | Ajax            | ED              | 5          | 0          | CO              | 0               | 0               | UEL                | 5                  | 1                  | -           | -           | -           | 10     | 1      |        |
| Totale carriera | Totale carriera | Totale carriera | 27         | 2          |                 | 0               | 0               |                    | 5                  | 1                  |             | -           | -           | 32     | 3      |        |

### Cronologia presenze e reti in nazionale
| Cronologia completa delle presenze e delle reti in nazionale ― Belgio | Cronologia completa delle presenze e delle reti in nazionale ― Belgio | Cronologia completa delle presenze e delle reti in nazionale ― Belgio | Cronologia completa delle presenze e delle reti in nazionale ― Belgio | Cronologia completa delle presenze e delle reti in nazionale ― Belgio | Cronologia completa delle presenze e delle reti in nazionale ― Belgio | Cronologia completa delle presenze e delle reti in nazionale ― Belgio | Cronologia completa delle presenze e delle reti in nazionale ― Belgio |
| Data                                                                  | Città                                                                 | In casa                                                               | Risultato                                                             | Ospiti                                                                | Competizione                                                          | Reti                                                                  | Note                                                                  |
| --------------------------------------------------------------------- | --------------------------------------------------------------------- | --------------------------------------------------------------------- | --------------------------------------------------------------------- | --------------------------------------------------------------------- | --------------------------------------------------------------------- | --------------------------------------------------------------------- | --------------------------------------------------------------------- |
| 20-3-2025                                                             | Murcia                                                                | Ucraina                                                               | 3 – 1                                                                 | Belgio                                                                | UEFA Nations League 2024-2025 - Play-off                              | -                                                                     | 88’                                                                   |
| Totale                                                                |                                                                       | Presenze                                                              | 1                                                                     |                                                                       | Reti                                                                  | 0                                                                     |                                                                       |